# Kiesseegraben
Der Kiesseegraben ist ein Kanal und Zufluss des Möllensees im Landkreis Oder-Spree in Brandenburg.
Rund 1,2 km südöstlich des Grünheider Gemeindeteils Kagel-Finkelstein befindet sich der Kiessee, der sich in südwestlicher Richtung bis zur Straße der Erholung erstreckt. Dort führt die Kiesseebrücke nach Süden zum weiteren Grünheider Gemeindeteil Klein Wall. Der Kiesseegraben verläuft in nordwestlicher Richtung auf einer Länge von 582 m und entwässert anschließend in den Möllensee und damit in die Löcknitz.